# Martin Vignolle
Martin Vignolle, gelegentlich Martin de Vignolle (* 18. März 1763 in Marsillargues; † 14. November 1824 in Paris) war ein französischer Général de division und Politiker. 

## Leben
Vignolle nahm an mehreren Schlachten der Revolutionskriege teil und wurde seiner Tapferkeit wegen mehrfach ausgezeichnet und befördert. In Napoleons Italienarmee fungierte Vignolle als Chef d’état-major. Später berief man ihn zum Kriegsminister der cisalpinischen Republik. 
Nach der Schlacht bei Waterloo (18. Juni 1815) und der Abdankung Napoleons legte Vignolle seine militärischen Ämter nieder und widmete sich der Politik. Er unterstützte das Haus Bourbon, erst König Ludwig XVIII. und nach dessen Sturz König Karl X.
Während der Restauration fungierte Vignolle als Präfekt der Insel Korsika; später vertrat er als Abgeordneter das Département Gard. 
Im Alter von 61 Jahren starb Martin Vignolle am 14. November 1824 und fand seine letzte Ruhestätte auf dem Friedhof Père-Lachaise (39. Division).

## Ehrungen
- 1809 Comte de l’Émpire
- Grand Officier der Ehrenlegion
- Sein Name findet sich am südlichen Pfeiler (21. Spalte) des Triumphbogens am Place Charles-de-Gaulle (Paris).

## Schriften (Auswahl)
- Précis historiques des opérations militaires de l’armée d’Italie en 1813 et 1814. Barrois, Paris 1817.